# دولوريس دير
دولوريس دير (بالإنجليزية: Dolores Dwyer)‏ هي عداءة سريعة وممثلة أمريكية، ولدت في 25 ديسمبر 1934 في نيويورك في الولايات المتحدة، وتوفيت بنفس المكان في 29 أكتوبر 2011.

## وصلات خارجية
- دولوريس دير على موقع أوليمبيديا (الإنجليزية)
- دولوريس دير على موقع IMDb (الإنجليزية)
- دولوريس دير على موقع قاعدة بيانات الفيلم (الإنجليزية)